# Districtul Ards
Ards (irlandeză Aontroim) este un district al Irlandei de Nord.